# Hjallese Station
Hjallese Station er et trinbræt på Svendborgbanen beliggende i Hjallese, en sydlig bydel i Odense.
Stationen åbnede den 12. juli 1876. Fra 1879 til 1999 var der sidespor til større virksomheder i området. Den sidste del af stationsbygningen blev revet ned i 2004/2005.

## Odense Letbane
Stationen er fra 28. maj 2022 sydlig endestation for Odense Letbane. I den forbindelse er der anlagt en ny perron for Svendborgbanen, såvel som nye perroner for letbanen. Ombygningen sikrer at der er let overgang mellem Svendborgbanen og letbanen.
Letbanen kører med op til otte afgange i timen mod Tarup Center.